# Vlekduif
De vlekduif (Patagioenas maculosa) is een vogel uit de familie Columbidae (duiven).

## Verspreiding en leefgebied
Deze soort komt voor van centraal Peru tot zuidoostelijk Brazilië en het zuidelijke deel van Centraal-Argentinië en telt twee ondersoorten:
- P. m. albipennis: van centraal Peru tot westelijk Bolivia en noordwestelijk Argentinië.
- P. m. maculosa: van zuidelijk Bolivia tot zuidoostelijk Brazilië en het zuidelijke deel van Centraal-Argentinië.